# Каланчацька селищна територіальна громада
Каланчацька селищна громада — територіальна громада в Україні, у Скадовському районі Херсонської області. Адміністративний центр — смт Каланчак.
Площа громади — 630,26 км², населення — 15 289 мешканців (2017).
Утворена 20 липня 2016 року шляхом об'єднання Каланчацької селищної ради та Гаврилівської, Новокиївської, Новопавлівської, Олександрівської, Привільської, Роздольненської сільських рад Каланчацького району.
Відповідно до розпорядження КМУ від 12 червня 2020 р. також Олексіївська та Хорлівська сільська рада.

## Населені пункти
До складу громади входять 2 селища (Каланчак, Роздольне) і 13 сіл: Бабенківка Друга, Бабенківка Перша, Вербове, Гаврилівка Друга, Новокиївка, Новоолександрівка, Новопавлівка, Олександрівка, Олексіївка, Привілля, Приморське, Хорли та Щасливе.